# Champagne Showers
"Champagne Showers" é uma canção da dupla estado-unidense LMFAO contida no seu segundo álbum de estúdio, Sorry for Party Rocking (2011), que conta com a participação da cantora inglesa Natalia Kills. Foi lançada em 27 de maio de 2011 como o segundo single do disco. A composição vendeu 500 mil edições mundialmente.

## Composição
Em entrevista ao portal Digital Spy, a dupla comentou sobre "Champagne Showers":

"É a canção de festas definitiva. Vai mudar o modo como as pessoas vêem champanhe. A princípio, é meio que uma bebida digna, mas queremos que as pessoas comecem a fazer chuvas com garrafas. Não é nem a respeito do álcool, mas sim da ação física de fazer chuvas."

## Lista de faixas
| Download digital |                                         |         |  |
| N.º              | Título                                  | Duração |  |
| 1.               | "Champagne Showers" (com Natalia Kills) | 4:24    |  |

| Download digital - remixes |                                                                                        |         |  |
| N.º                        | Título                                                                                 | Duração |  |
| 1.                         | "Champagne Showers" (Sidney Samson Remix) (com Natalia Kills)                          | 5:34    |  |
| 2.                         | "Champagne Showers" (Quintino Remix) (com Natalia Kills)                               | 6:00    |  |
| 3.                         | "Champagne Showers" (EC Twins & Remy Le Duc Remix) (com Natalia Kills)                 | 4:20    |  |
| 4.                         | "Champagne Showers" (Dimitri Vegas & Like Mike Tomorrowland Remix) (com Natalia Kills) | 4:38    |  |
| 5.                         | "Champagne Showers" (Final DJs) (com Natalia Kills)                                    | 4:36    |  |

## Desempenho nas tabelas musicais
| Tabela (2011)                                      | Melhor posição |
| -------------------------------------------------- | -------------- |
| Alemanha (Media Control Charts)                    | 41             |
| Austrália (ARIA)                                   | 9              |
| Bélgica (Flandres) (Ultratop 50)                   | 23             |
| Bélgica (Valônia) (Ultratop 40)                    | 43             |
| Canadá (Canadian Hot 100)                          | 63             |
| França (SNEP)                                      | 16             |
| Hungria (Magyar Hanglemezkiadók Szövetsége)        | 34             |
| Irlanda (IRMA)                                     | 15             |
| Escócia (The Official Charts Company)              | 28             |
| Estados Unidos (Hot Dance Club Songs da Billboard) | 14             |
| Nova Zelândia (RIANZ)                              | 8              |
| Países Baixos (Single Top 100 da MegaCharts)       | 81             |
| Reino Unido (The Official Charts Company)          | 32             |
| Suíça (Schweizer Hitparade)                        | 64             |
| Áustria (Ö3 Austria Top 40)                        | 18             |